# Theba
Theba is een geslacht van weekdieren uit de klasse van de Gastropoda (slakken).

## Soort
- Theba pisana (Müller, 1774)